# Saverio Lodato
Saverio Lodato (Reggio Emilia, 6 marzo 1951) è un giornalista e saggista italiano.

## Biografia
Saverio Lodato è di padre siciliano (di Canicattì) e di madre milanese. I genitori, dipendenti statali, furono sottoposti a trasferimenti continui per essere simpatizzanti del PCI [senza fonte]; così Lodato, prima di trasferirsi a Palermo ad otto anni, ha abitato a Reggio Emilia, Modena, Pisa e Livorno.
Laureato in Filosofia, ha iniziato a scrivere nel 1979 sul quotidiano L'Ora. Dal 1980 scrive su l'Unità come corrispondente da Palermo. Fu arrestato nel 1988 insieme al collega Attilio Bolzoni di Repubblica per aver pubblicato le rivelazioni del pentito Antonino Calderone, violando il segreto istruttorio. Furono entrambi assolti nel 1991 dall'accusa di peculato e amnistiati per quella di rivelazioni del segreto istruttorio.
Nei suoi articoli e nei suoi saggi, Lodato affronta e sviluppa i temi e le connessioni della politica e della giustizia italiane, con particolare attenzione alla mafia italiana. A proposito della criminalità organizzata, è autore di una cronaca del fenomeno mafioso, un longseller aggiornato costantemente. La prima edizione, apparsa nel 1990, era Dieci anni di mafia. L'ultima edizione, intitolata Cinquant'anni di mafia, è uscita nel maggio 2024, sempre per l'editore Rizzoli.
In altre opere ha incontrato i protagonisti della lotta alla mafia (i Pubblici ministeri Piero Grasso e Roberto Scarpinato) e i pentiti Tommaso Buscetta e Giovanni Brusca.
Nel 2012, dopo più di trent'anni di collaborazione, Lodato lascia l'Unità e inizia a collaborare con il sito Antimafiaduemila.com.
A dicembre 2012 ha aderito al manifesto del comitato promotore “Io ci sto”, il cui primo firmatario è il magistrato Antonio Ingroia, quale candidato premier del movimento Rivoluzione Civile.

## Opere
- Rapporto sulla mafia degli anni '80. Gli atti dell'Ufficio istruzione del tribunale di Palermo, intervista-racconto a Giovanni Falcone, a cura di e con Lucio Galluzzo e Francesco La Licata, Palermo, Flaccovio, 1986.
- Dieci anni di mafia, Milano, Rizzoli, 1990, ISBN 88-17-53125-1. Il saggio, periodicamente aggiornato e aumentato, è uscito nei seguenti volumi:
  - Dieci anni di mafia. La guerra che lo Stato non ha saputo vincere, Milano, BUR, 1992, ISBN 88-17-11583-5.
  - Quindici anni di mafia. La guerra che lo Stato può ancora vincere, Milano, BUR, 1994, ISBN 88-17-11632-7.
  - Diciotto anni di mafia. Una guerra che non sarà infinita, Milano, BUR, 1996, ISBN 88-17-11700-5.
  - Venti anni di mafia. C'era una volta la lotta alla mafia, Milano, BUR, 1999, ISBN 88-17-25832-6; 2000, ISBN 88-17-25906-3.
  - Venticinque anni di mafia. C'era una volta la lotta alla mafia, Milano, BUR, 2004, ISBN 88-17-00228-3.
  - Trent'anni di mafia, Milano, BUR, 2006, ISBN 88-17-01136-3; 2008, ISBN 978-88-17-02356-6.
  - Quarant'anni di mafia. Storia di una guerra infinita, Milano, BUR, 2012, ISBN 978-88-17-05627-4.
  -  Cinquant'anni di mafia. Storia di una guerra infinita. La trattativa stato-mafia e la fine di Matteo Messina Denaro, Collana La Storia · Le Storie, Milano, BUR-Rizzoli, 2024,  p. 976, ISBN 978-88-171-8801-2.
- Falcone vive, a cura di e con Lucio Galluzzo e Francesco La Licata, Palermo, Flaccovio, 1992, ISBN 88-7804-078-9.
- Potenti. Sicilia, anni Novanta, Milano, Garzanti, 1992, ISBN 88-11-65280-4.
- I miei giorni a Palermo. Storie di mafia e di giustizia raccontate a Saverio Lodato, intervista a Antonino Caponnetto, Milano, Garzanti, 1992, ISBN 88-11-73904-7.
- Vademecum per l'aspirante detenuto, Collana I Coriandoli, Milano, Garzanti, 1993, ISBN 88-11-65281-2.
- Dall'altare contro la mafia, Collana Saggi italiani, Milano, Rizzoli, 1994, ISBN 88-17-84-346-6.
- C'era una volta la lotta alla mafia, con Attilio Bolzoni, Milano, Garzanti, 1998, ISBN 88-11-73865-2.
- Ho ucciso Giovanni Falcone. La confessione di Giovanni Brusca, a cura di, Milano, Mondadori, 1999, ISBN 88-04-45048-7.
- La mafia ha vinto, intervista a Tommaso Buscetta, Milano, Mondadori, 1999, ISBN 88-04-47460-2.
- La mafia invisibile. La nuova strategia di Cosa Nostra, con Piero Grasso, Milano, Mondadori, 2001, ISBN 88-04-49569-3.
- La linea della palma. Saverio Lodato fa raccontare Andrea Camilleri, Milano, Rizzoli, 2002, ISBN 88-17-87050-1; Milano, Mondadori, 2020.
- Sicilia in prima pagina, 2 voll., Roma, Nuova Iniziativa Editoriale, 2004.
- Intoccabili, con Marco Travaglio, Milano, BUR, 2005, ISBN 88-17-00537-1.
- Il ritorno del Principe. [La testimonianza di un magistrato in prima linea], con Roberto Scarpinato, Milano, Chiarelettere, 2008, ISBN 978-88-6190-056-1.
- Un inverno italiano. Cronache con rabbia 2008-2009, con Andrea Camilleri, Milano, Chiarelettere, 2009, ISBN 978-88-6190-088-2.
- Di testa nostra. [Cronache con rabbia 2009-2010], con Andrea Camilleri, Milano, Chiarelettere, 2010, ISBN 978-88-6190-119-3.
- Avanti Mafia! Perché le mafie hanno vinto, Prefazione di Nino Di Matteo, Milano, Corsiero Editore, 2018, ISBN 978-88-984-2086-5.
- Nino Di Matteo-S. Lodato, Il patto sporco. Il processo Stato-mafia nel racconto di un suo protagonista, Collana Principioattivo, Milano, Chiarelettere, 2018, ISBN 978-88-329-6101-0.
- S. Lodato intervista Nino Di Matteo, I nemici della giustizia. Magistratura, politica, economia: chi non vuole una giustizia uguale per tutti, Collana Saggi italiani, Milano, Rizzoli, 2021, ISBN 978-88-171-6137-4.
- Nino Di Matteo-S. Lodato, Il colpo di spugna. Trattativa Stato-Mafia: il processo che non si doveva fare, Milano, Fuoriscena, 2024, ISBN 979-12-225-0016-4.